# EBU Circuit 1991/92 (Finale)
Der EBU Circuit 1991/92 im Badminton wurde mit einem Finale abgeschlossen. Das Preisgeld betrug 60.000 D-Mark. Es fand vom 23. bis zum 24. Mai 1992 in Oberhausen statt. Es war das dritte und bis 2008 vorläufig letzte Mal, dass ein Circuit von einem Finalturnier gekrönt wurde.

## Ergebnisse

### Herreneinzel

#### Halbfinale
| Sieger          | Verlierer         | Ergebnis           |
| --------------- | ----------------- | ------------------ |
| Anders Nielsen  | Robert Liljequist | 15-9, 11-15, 17-14 |
| Andrei Antropow | Hannes Fuchs      | 15-9, 15-10        |

#### Finale
| Sieger         | Verlierer       | Ergebnis    |
| -------------- | --------------- | ----------- |
| Anders Nielsen | Andrei Antropow | 15-5, 15-12 |

### Dameneinzel

#### Halbfinale
| Sieger        | Verlierer          | Ergebnis         |
| ------------- | ------------------ | ---------------- |
| Elena Rybkina | Suzanne Louis-Lane | 11-8, 11-6       |
| Fiona Smith   | Irina Serova       | 8-11, 11-7, 11-8 |

#### Finale
| Sieger        | Verlierer   | Ergebnis    |
| ------------- | ----------- | ----------- |
| Elena Rybkina | Fiona Smith | 11-2, 12-11 |